# Photinus pyralis
Photinus pyralis là một loài bọ cánh cứng trong họ Đom đóm (Lampyridae). Loài này được Linnaeus mô tả khoa học năm 1767.

## Hình ảnh

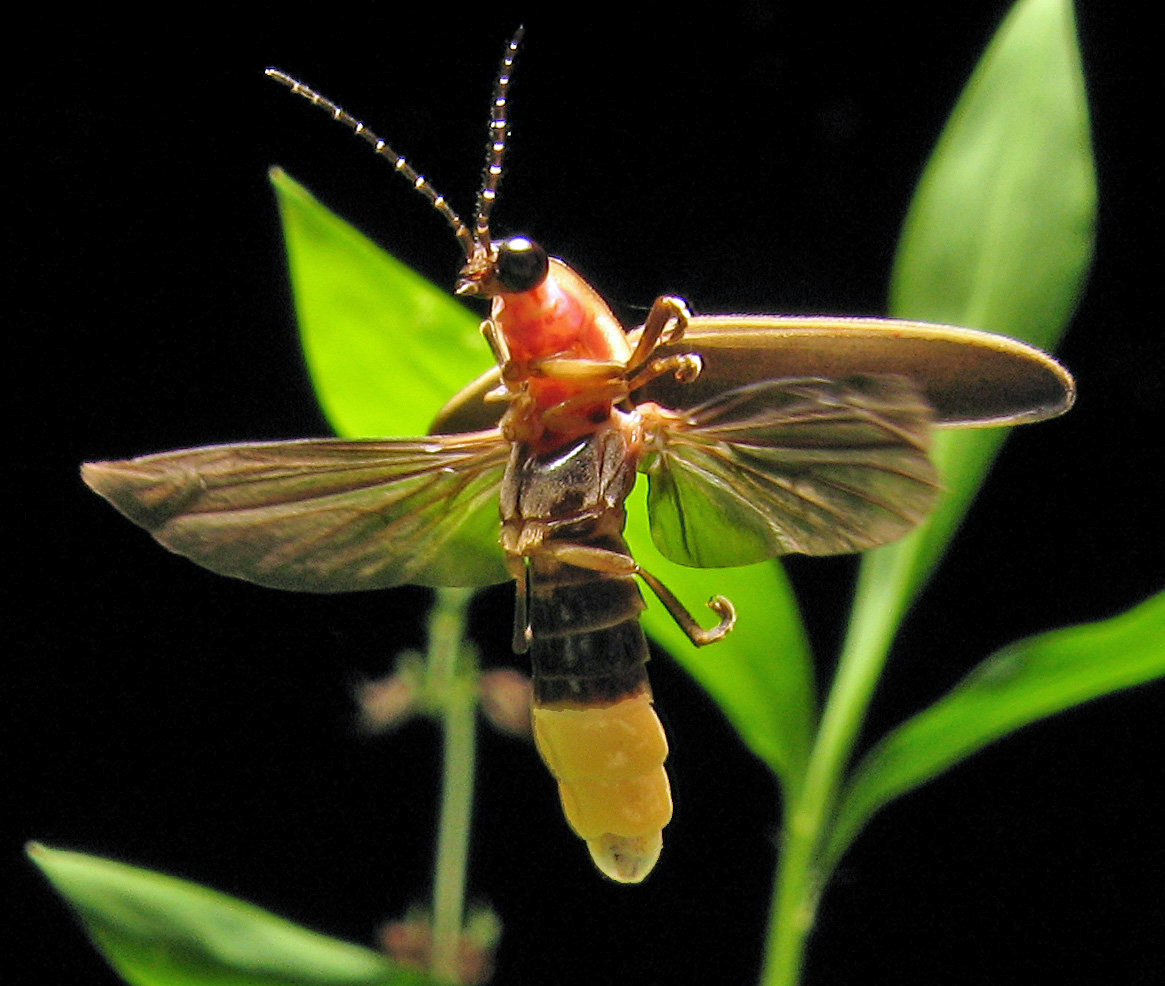
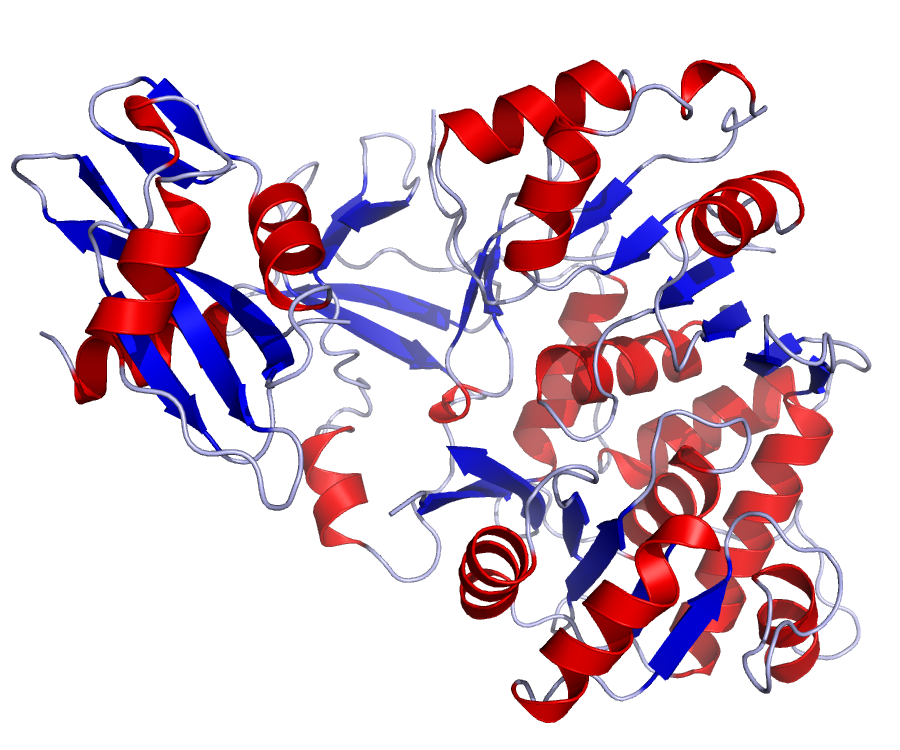
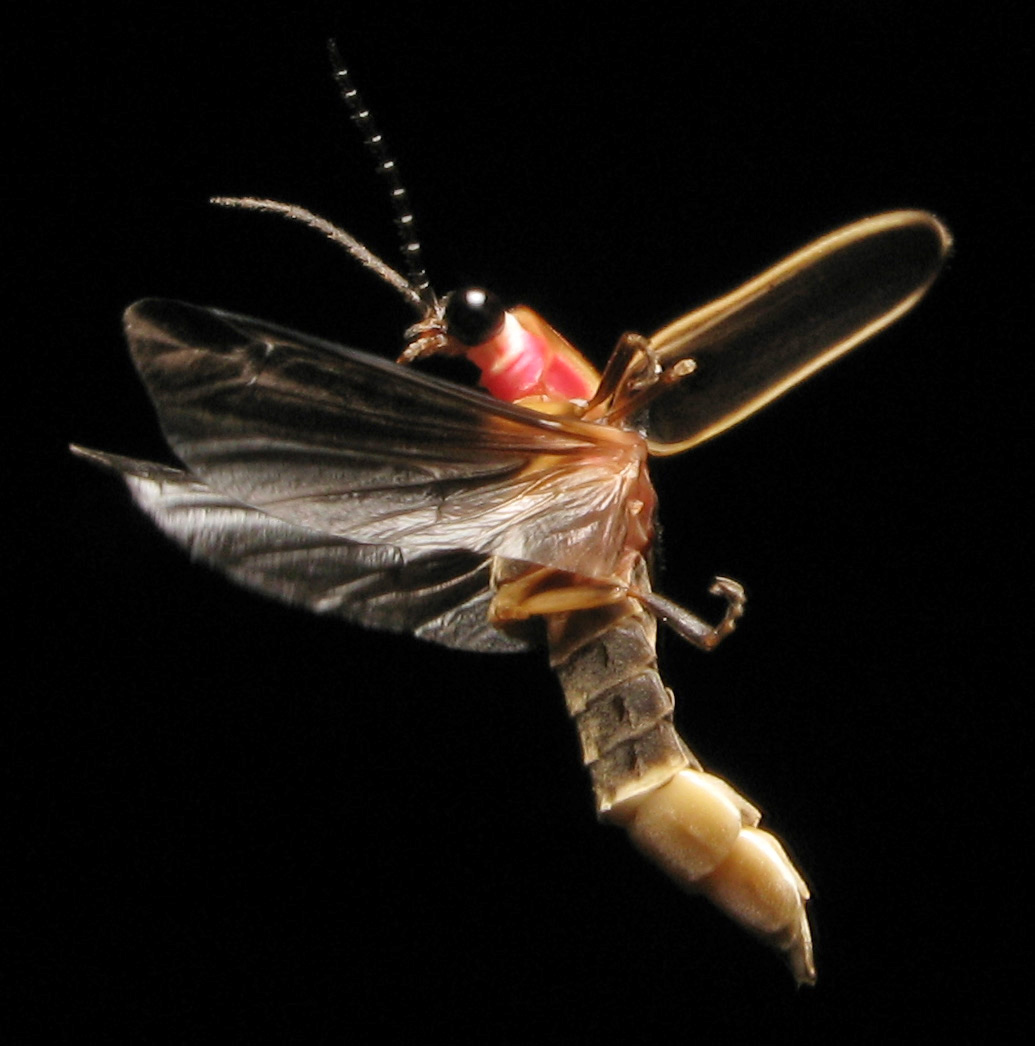
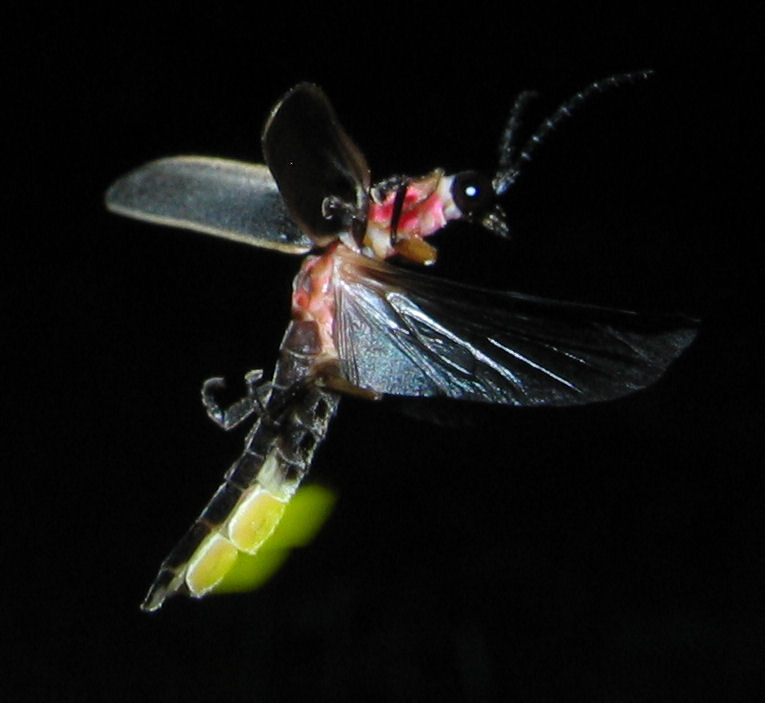